# Активный туризм
Активный туризм — тип туризма, который включает в себя активные физические действия и взаимодействие с природой. Имеет преобладающее развитие на территориях, сохранивших свои уникальные ландшафты.

## Описание
Активный туризм предусматривает виды отдыха и путешествий, обычно требующие значительного физического напряжения. Однако существуют различные уровни сложности активного туризма, от легких маршрутов, подходящих для семей с детьми или пожилых туристов, до экстремальных приключений для опытных путешественников и спортсменов.
Активный туризм условно делят по сезонам (летний и зимний), способу передвижения (водный, воздушный, сухопутный) и целям (приключенческий, оздоровительный, ознакомительный, фототуризм и др.)
Формами активного туризма могут быть: поход, слёт туристов, соревнования спортивного туризма, коммерческий тур и т. п.
Организационной единицей активного туризма является клуб туристов — туристское самодеятельное объединение, а также туристские кружки учреждений дополнительного образования детей: детско-юношеских центров, клубов, станций юных туристов, клубов по месту жительства.

## Виды активного туризма
- Сухопутный:
  - Летний:
    - пешеходный (трекинг);
    - велосипедный;
    - конный[2];
    - спелеотуризм;
    - альпинизм;
    - скалолазание.

  - Зимний:
    - лыжный (в том числе лыжный альпинизм);
    - сноубординг;
    - на снегоходах[3];
    - в собачьих упряжках.

- Водный:
  - сплав по рекам;
  - парусный туризм;
  - каякинг;
  - рафтинг;
  - виндсерфинг;
  - кайтинг;
  - дайвинг.

- Воздушный:
  - дельтапланеризм;
  - парапланеризм;
  - прыжки с парашютом;
  - путешествия на воздушном шаре;
  - полеты на спортивных самолетах.